# Грб Осјечко-барањске жупаније
Грб Осјечко-барањске жупаније је званични грб хрватске територијалне јединице, Осјечко-барањска жупанија.
Грб је у садашњем облику усвојен је фебруара 1995. године.

## Опис грба
Грб Осјечко-барањске жупаније је грб који има облик овалног и у подножју зашиљеног штита црвене боје. Однос висине и ширине му је 3:2. На црвеном штиту се налазе две сребрне греде које симболизују две реке: Драву и Дунав. У средини штита је плаво поље на којем се налази мост са три лука и лучни отвор за врата. Гледано хералдички, у горњем делу грба здесна налево су златни грчки крст, златна шестокрака звезда и златно сидро. На дну грба се налази куна златица окренута хералдички према десно. Грб је оивичен златном бојом.

### Додатна објашњења
На црвеној подлози грба, која симболизује силу и неустрашивост државе, налазе се:
- куна златица (део грба) - симболизује Славонију,
- крст, сидро и Марсова звезда (врх грба) - симболизују веру, наду и битку за самобитност.

На плавој подози, која преставља мудрост, правичност, славу и добар глас жупаније, налазе се:
- мост и кула који представљајући Осијек и Барању симболизују јединство жупаније. Сребрне су боје, као и двије греде које представљају Дунав и Драву. Сребрна боја моста и река представљају поштено срце, чистоћу и верност.

Златна боја оквира грба представља срећно доба Славоније и Барање.